# Atlético de Porcuna Club de Fútbol
El Atlético de Porcuna Club de Fútbol, también conocido como Atlético Porcuna, es un equipo de fútbol español de Porcuna, Jaén. Fundado en 1975, actualmente juega en el Grupo IX de la Tercera Federación. Disputa los partidos como local en el Estadio Municipal San Benito, con una capacidad de 1200 espectadores.

## Historia
El club fue fundado en 1975 jugando en las categorías regionales, logrando su ascenso a Tercera División en 2019.

## Temporadas
| Temporada | Categoría | División   | Posición | Copa del Rey |
| --------- | --------- | ---------- | -------- | ------------ |
| 1976–77   | 6         | 2.ª Reg.   | 4.°      |              |
| 1977–78   | 7         | 2.ª Reg.   | 1.°      |              |
| 1978–79   | 6         | 1.ª Reg.   | 14.°     |              |
| 1979–80   | 6         | 1.ª Reg.   | 14.°     |              |
| 1980–81   | 5         | Reg. Pref. | 17.°     |              |
| 1981–82   | 5         | Reg. Pref. | 6.°      |              |
| 1982–83   | 6         | 1.ª Reg.   | 11.°     |              |
| 1983–84   | 6         | 1.ª Reg.   | 9.°      |              |
| 1984–85   | 6         | 1.ª Reg.   | 7.°      |              |
| 1985–86   | 6         | 1.ª Reg.   | 9.°      |              |
| 1986–87   | 6         | 1.ª Reg.   | 2.°      |              |
| 1987–88   | 5         | Reg. Pref. | 5.°      |              |
| 1988–89   | 5         | Reg. Pref. | 11.°     |              |
| 1989–90   | 5         | Reg. Pref. | 15.°     |              |
| 1990–91   | 5         | Reg. Pref. | 9.°      |              |
| 1991–92   | 5         | Reg. Pref. | 13.°     |              |
| 1992–93   | 5         | Reg. Pref. | 14.°     |              |
| 1993–94   | 5         | Reg. Pref. | 10.°     |              |
| 1994–95   | 5         | Reg. Pref. | 3.°      |              |
| 1995–96   | 5         | Reg. Pref. | 11.°     |              |

| Temporada | Categoría | División   | Posición | Copa del Rey |
| --------- | --------- | ---------- | -------- | ------------ |
| 1996–97   | 5         | Reg. Pref. | 18.°     |              |
| 1997–98   | 6         | 1.ª Reg.   | 4.°      |              |
| 1998–99   | 5         | Reg. Pref. | 4.°      |              |
| 1999–2000 | 5         | Reg. Pref. | 8.°      |              |
| 2000–01   | 5         | Reg. Pref. | 7.°      |              |
| 2001–02   | DNP       | DNP        | DNP      |              |
| 2002–03   | 6         | 1.ª Reg.   | 2.°      |              |
| 2003–04   | 5         | Reg. Pref. | 13.°     |              |
| 2004–08   | DNP       | DNP        | DNP      |              |
| 2008–09   | 7         | 1.ª Prov.  | 5.°      |              |
| 2009–10   | 7         | 1.ª Prov.  | 3.°      |              |
| 2010–11   | 6         | Reg. Pref. | 7.°      |              |
| 2011–12   | 6         | Reg. Pref. | 7.°      |              |
| 2012–13   | 6         | Reg. Pref. | 1.°      |              |
| 2013–14   | 5         | 1.ª And.   | 10.°     |              |
| 2014–15   | 5         | 1.ª And.   | 5.°      |              |
| 2015–16   | 5         | 1.ª And.   | 4.°      |              |
| 2016–17   | 5         | Div. Hon.  | 4.°      |              |
| 2017–18   | 5         | Div. Hon.  | 5.°      |              |
| 2018–19   | 5         | Div. Hon.  | 1.°      |              |

| Temporada | Categoría | División  | Posición | Copa del Rey |
| --------- | --------- | --------- | -------- | ------------ |
| 2019–20   | 4         | 3.ª       | 19.°     | Preliminar   |
| 2020–21   | 4         | 3.ª       |          |              |
| 2021–22   | 5         | 3.ª       | 9.º      |              |
| 2022-23   | 5         | 3.ª       | 15.º     |              |
| 2023-24   | 6         | Div. Hon. | 2.º      |              |

4 temporadas en Tercera División